# David Arter
David Arter (* 7. August 1944) ist ein britischer Politikwissenschaftler und Hochschullehrer an britischen und skandinavischen Universitäten.

## Leben und Wirken
David Arter studierte Politikwissenschaft zunächst an der Universität Manchester und anschließend an der Universität Hull, wo er 1970 seine Masterprüfung absolvierte und 1976 promovierte. Zunächst lehrte er an der späteren Leeds Beckett University (zu seiner Zeit: Leeds Polytechnic). Schon frühzeitig beschäftigte er sich hauptsächlich mit den politischen Systemen der skandinavischen Staaten und hielt sich zu Forschungsaufenthalten in Stockholm und Oslo auf. Als Hochschullehrer wirkte er an mehreren Hochschulen, so an der Universität Helsinki und der Universität Jyväskylä in Finnland, der Universität Stockholm, der Universität Aberdeen und dem Finnish Institut in London. Zuletzt hatte Arter eine Professor an der finnischen Universität Tampere inne.
In seinen zahlreichen (meist englischsprachigen) Büchern und Aufsätzen beschäftigt sich Arter mit den Parteien, den Parlamenten, Regierungschefs und Präsidenten vor allem Finnlands, Schwedens und Estland. Zuletzt spricht er auch den 2023 vollzogenen NATO-Beitritt Finnlands an.

## Veröffentlichungen (Auswahl)
Monographien
- Bumpkin against bigwig. The emergence of a green movement in Finnish politics. University of Tempere, Institute of Political Science 1978, ISBN 951-44-0688-5.
- The Nordic parliaments. A comparative analysis. Hurst, London 1984, ISBN 0-905838-88-2.
- Politics and policy-making in Finland. Wheatsheaf Books, Brighton/Sussex 1987, ISBN 0-7450-0392-3.
- (mit Neil Elder; Alastair H. Thomas): The consensual democracies? The government and politics of the Scandinavian states. Robertson, Oxford 1982, ISBN 0-85520-423-0 (Rev. Ed. Blackwell, Oxford 1988, ISBN 0-631-15985-1).
- The politics of European integration in the twentieth century. Dartmouth, Aldershot 1993, ISBN 1-85521-255-2.
- Parties and democracy in the post-Soviet republics. The case of Estonia. Dartmouth, Aldershot 1996, ISBN 1-85521-466-0.
- Scandinavian politics today. Manchester University Press, Manchester 1999, ISBN 0-7190-5132-0 (3. Aufl. 2016, ISBN 978-0-7190-9568-9).
- (Hrsg.): From farm yard to city square?  The electoral adaptation of the Nordic agrarian parties. Ashgate, Aldershot 2001, ISBN 0-7546-2084-0.
- The Scottish parliament. A Scandinavian-style assembly? (= Library of legislative studies. Bd. 15). Cass, London 2004, ISBN 0-7146-5567-8.
- Democracy in Scandinavia. Consensual, majoritarian or mixed? Manchester University Press, Manchester 2006, ISBN 0-7190-7047-3.

Aufsätze
- Die Finnische Sozialdemokratische Partei. In: William E. Paterson (Hrsg.): Sozialdemokratische Parteien in Europa. Verlag Neue Gesellschaft, Bonn 1979, ISBN 3-87831-283-0, S. 35–53.
- The Finnish Christian League. Party or "anti-party". In: Scandinavian political studies. Bd. 3 (1980), S. 143–162.
- Kekkonen's Finland. Enlightened despotism or consenual democracy? In: West European Politics. Bd. 4 (1981), S. 219–234.
- Government in Finland. A "semi-presidential system"? In: Parliamentary Affairs. Bd. 38 (1985), S. 472–495.
- Communists in Scandinavian local government. In: Bogdan Szajkowski (Hrsg.): Marxist local governments in Western Europe and Japan. Pinter, London 1986, ISBN 0-86187-458-7, S. 96–118.
- Die bürgerlichen und konservativen Parteien Finnlands. In: Bernd Henningsen u. a.: Schweden, Norwegen, Finnland, Dänemark (= Christlich-demokratische und konservative Parteien in Europa, Bd. 4; = Studien zur Politik. Bd. 21). Schöningh, Paderborn 1994, ISBN 3-506-79321-7, S. 231–326.
- Estonia after the March 1995 Riigikogu election. Still an anti-party system. In: The journal of communist studies and transition politics. Bd. 11 (1995), S. 249–271.
- The EU referendum in Finland on 16 October 1994. In: Journal of common market studies. Bd. 33 (1995), S. 361–387.
- Finland. From neutrality to NATO? In: European security. Bd. 5, H. 4, 1996, S. 614–632.
- The folketing and Denmark's "European policy". The case of an "authorising assembly". In: Philip Norton (Hrsg.): National Parliaments and the European Union. Cass, London 1996, ISBN 0-7146-4330-0, S. 110–123.
- The Swedish riksdag. The case of a strong policy-influencing assembly. In: Philip Norton (Hrsg.): Parliaments in Western Europe. Cass, London 1996, ISBN 0-7146-3407-7, S. 120–152.
- Finland and agriculture. In: John Redmond (Hrsg.): The 1995 enlargement of the European Union. Ashgate, Aldershot 1997, ISBN 1-85521-823-2, S. 125–146.
- Party system change in Scandinavia since 1970. "Restricted change" or "general change"? In: West European Politics. Bd. 22, H. 3, 1999, S. 139–158.
- Change in the Swedish riksdag. From a "part-time parliament" to a professionalised assembly? In: The journal of legislative studies. Bd. 6 (2000), S. 93–116.
- From a "peasant parliament" to a "professional parliament"? Chance in the Icelandic Althingi. In: The journal of legislative studies. Bd. 6 (2000), S. 45–66.
- Small state influence within the EU. The case of Finland's "Northern Dimension Initiative". In: Journal of common market studies. Bd. 38 (2000), S. 677–697.
- Communists we are no longer, Social Democrats we can never be. The evolution of the leftist parties in Finnland and Sweden. In: The journal of communist studies and transition politics. Bd. 18 (2002), S. 1–28.
- Finland. In: Robert Elgie (Hrsg.): Semi-presidentialism in Europe. Oxford University Press, Oxford 2004, ISBN 0-19-829386-0, S. 48–66.
- The Prime Minister in Scandinavia. "Superstar" or "supervisor"? In: The journal of legislative studies. Bd. 10 (2004), S. 109–127.
- (mit Anders Widfeldt): What sort of semi-presidentialism do Finns want? An intra-systemic comparative analysis. In: West European Politics. Bd. 33 (2010), S. 1278–1298.
- Analysing "successor parties". The case of the True Finns. In: West European Politics, Bd. 35 (2012), S. 803–825.
- The Finnish Eduskunta: Still the nordic "Vatican"? In: The journal of legislative studies. Bd. 18 (2012), S. 275–293.
- mit Elina Kestilä-Kekkonen: Measuring the extent of party institutionalisation. The case of a populist entrepreneur party. In: West European Politics. Bd. 37 (2014), S. 932–956.
- From Finlandisation and post-Finlandisation to the end of Finlandisation? Finland's road to a NATO application. In: European security. Bd. 32 (2023), S. 171–189.
- W(h)ither religious-niche parties? The Nordic Christians' search for the mainstream through an "unsecular politics" strategy. In: Religion, state & society. Bd. 52 (2024), S. 21–42.